# Lusen
Der Lusen (tschechisch Luzný) ist mit seiner Höhe von 1373 m ü. NHN nach dem Großen Arber, Großen Rachel, Kleinen Rachel und Kleinen Arber der fünfthöchste Berg im Bayerischen Wald / Böhmerwald. Er liegt wie auch der Rachel und der Große Falkenstein im Nationalpark Bayerischer Wald dicht an der Grenze zu Tschechien. In der Umgebung liegen die Ortschaften Waldhäuser, Hohenau, Mauth und Finsterau sowie Modrava auf tschechischer Seite. Auf den Gipfel führen nur Wanderwege.

## Beschreibung

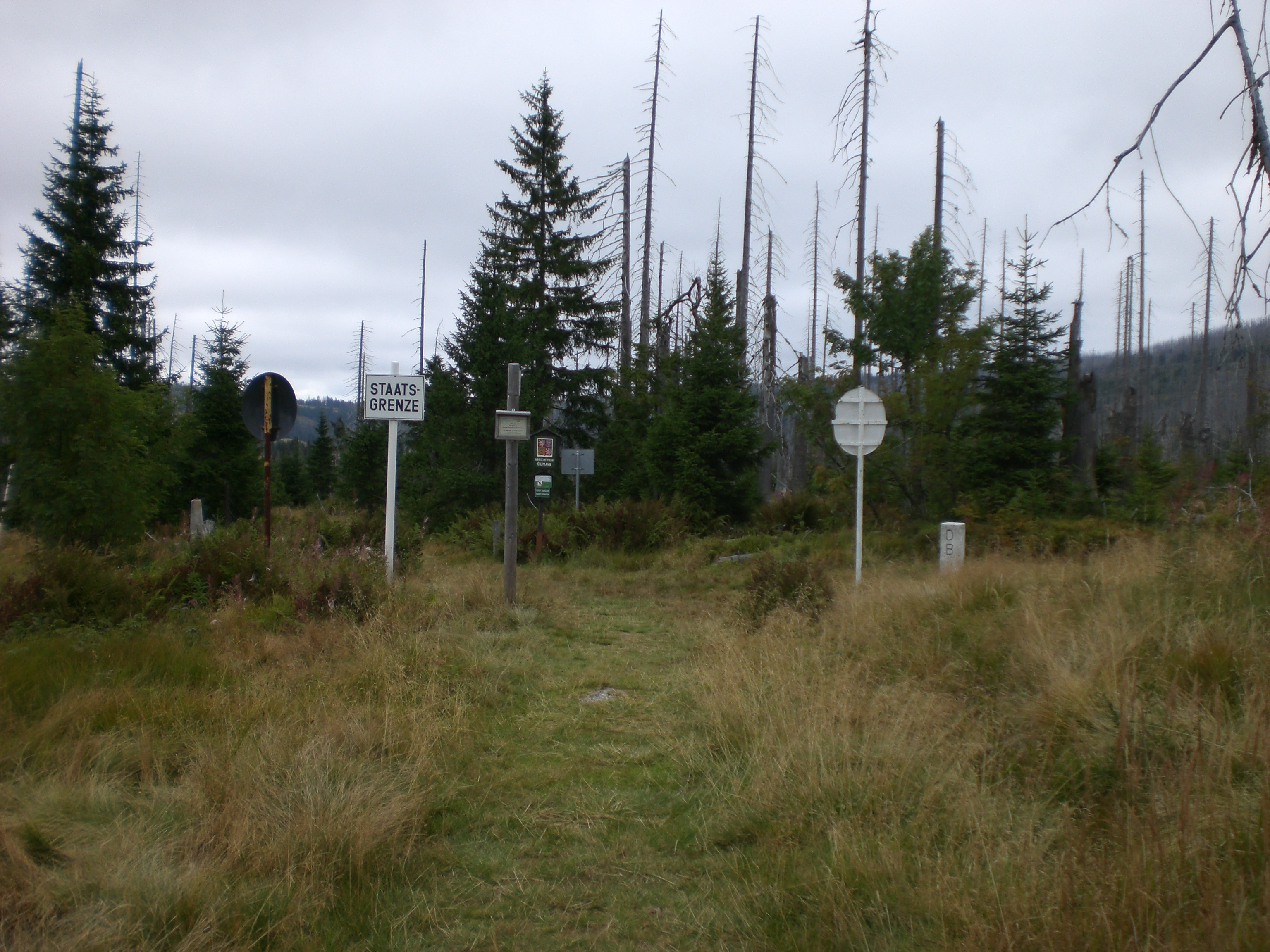
Grenzübergang „Blaue Säulen“ nach Tschechien (2008)

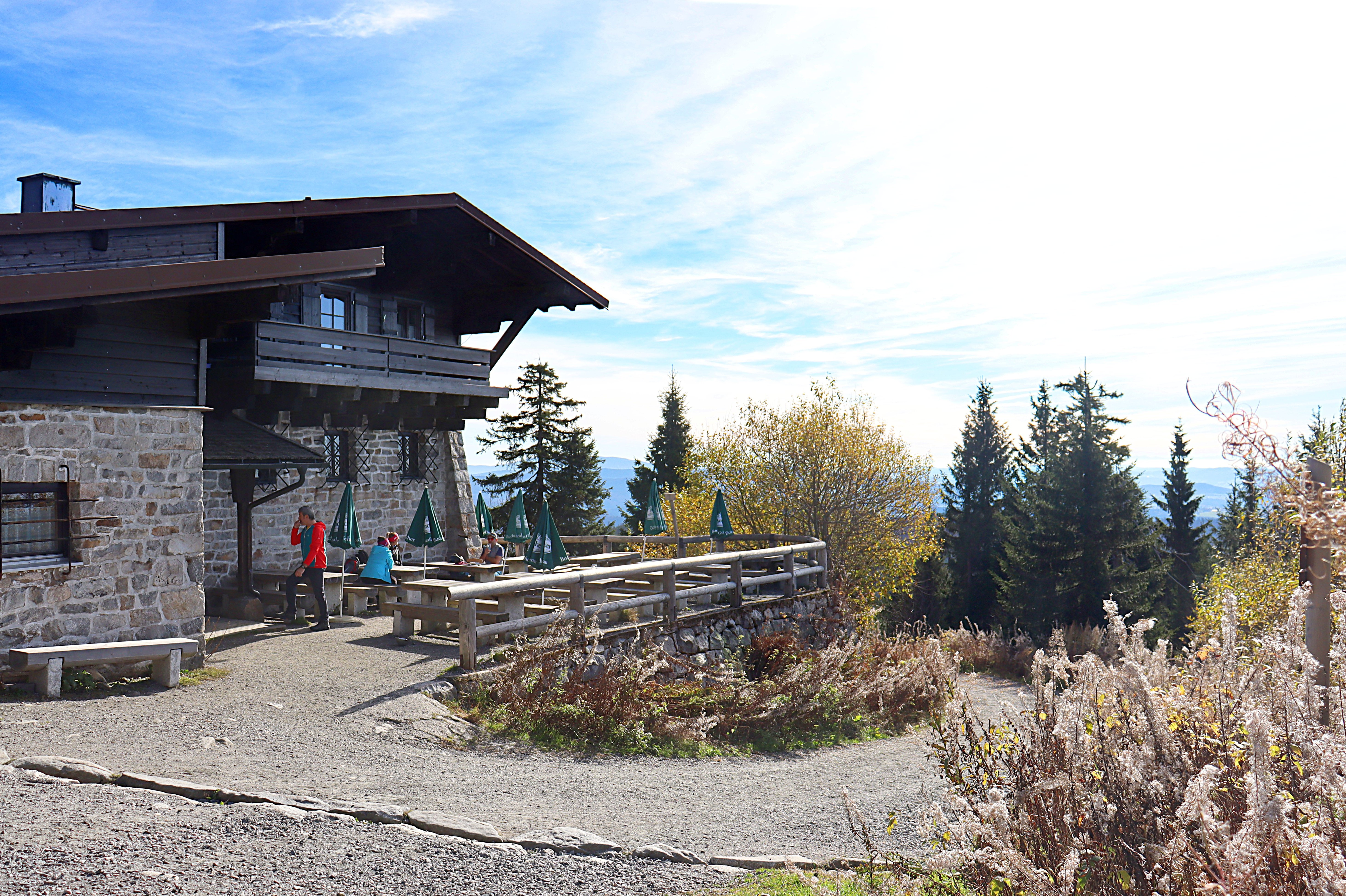
Das 1938 erbaute Lusenschutzhaus

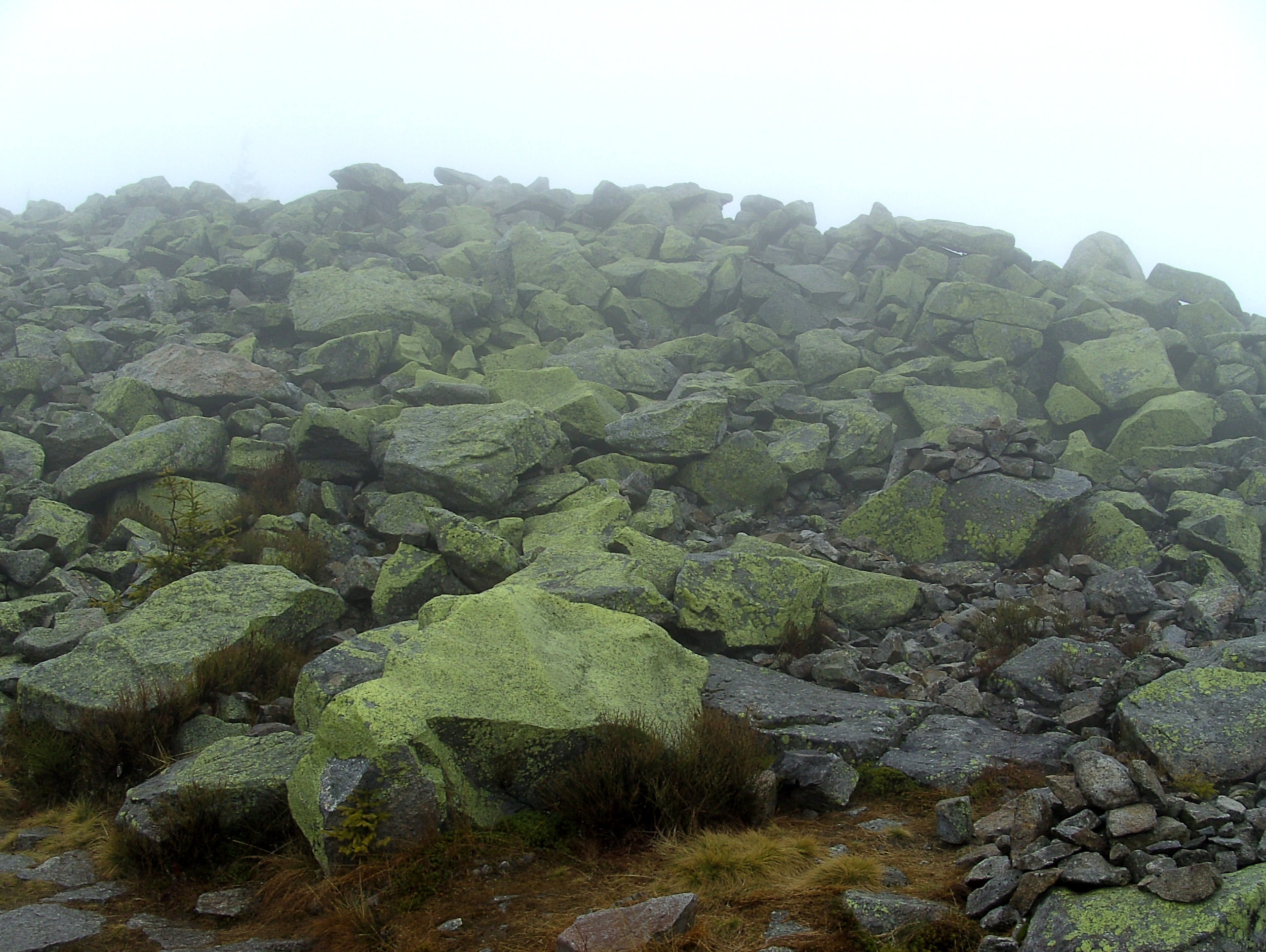
Das Blockmeer des Lusen

Schon auf der ältesten bayerischen Landkarte des Johannes Aventinus von 1523 ist er als Lusen m.[ons] eingezeichnet. Der Name ist nach neueren Forschungen keltischer, möglicherweise sogar vorkeltischer Herkunft. Der Lusen ist ein beliebtes Wanderziel des Bayerischen Waldes mit einem weitreichenden Panorama in sämtliche Richtungen.
Der mit Granit-Felsblöcken vollständig bedeckte Gipfelbereich wurde einer Sage nach vom Teufel über einem Goldschatz aufgetürmt. Tatsächlich ist der Felsgipfel eine geologische Sehenswürdigkeit, die den Lusen unverwechselbar macht.
Das Gipfelkreuz wurde 1947 von der Katholischen Jugend von St. Oswald errichtet und 1992 nach einem Blitzschlag renoviert. Am 17. August 2008 segnete im Rahmen eines Gottesdienstes Diözesanbischof Wilhelm Schraml das Kreuz mit der erst jetzt daran angebrachten Christusfigur, die eine Spende des Bistums Passau ist.
Etwa 30 Höhenmeter unterhalb des Gipfels befindet sich das 1938 erbaute Lusenschutzhaus der Sektion Grafenau des Bayerischen Wald-Verein. Es bietet Übernachtungsmöglichkeiten und wird auch im Winter am Wochenende bewirtschaftet. Hier beginnt die lange Schlittenabfahrt (Winterweg), derentwegen auch bei hohem Schnee viele Ausflügler die Mühe des Aufstiegs auf sich nehmen. Der sogenannte Sommerweg beginnt wie der Winterweg in Waldhäuser und führt auf dem letzten Stück 1,5 Kilometer schnurgerade über die Westseite. Den Abschluss dieser Strecke bildet die sehr steil ansteigende „Himmelsleiter“ genannte Steintreppe zum Gipfel.

## Landesgrenze
Nördlich des Gipfels verläuft verläuft die Grenze zwischen Deutschland und Tschechien. In Deutschland treffen hier die Gemeinden Neuschönau und das gemeindefreie Gebiet Schönbrunner Wald (beide Landkreis Freyung-Grafenau) auf die tschechische Gemeinde Modrava (Okres Klatovy).
Der Treffpunkt dieser drei Gemeinden ist das sog. Markfleckl auf 1299 Meter Höhe, etwa 300 m nördlich des Gipfels. Hier berührten sich die Hoheitsgebiete des Kurfürstentums Bayern, des Königreichs Böhmen und des Fürstbistums Passau, bis 1803 letzteres durch die Säkularisation an Bayern ging.
Wie auch der benachbarte Grenzverlauf, ist dieser angenähert an die europäische Hauptwasserscheide zwischen Moldau/Elbe und Regen/Donau. Von West nach Ost betrachtet verläuft ab Höhe des kleinen Spitzbergs die Grenze etwas nördlich davon, so dass die Wasserscheide in Deutschland liegt und entlang des Sommerwegs und Himmelsleiter über den Gipfel zum Markfleckl führt. An dieser Stelle macht die Grenze einen markanten Knick. Sie verläuft für ca. 3 km, fast geradlinig parallel zur Wasserscheide, in nördliche Richtung über den 1370 m hohen Moorberg (tschechisch Velká Mokrůvka), bevor sie am 1330 m hohen Moorkopf (tschechisch Malá Mokrůvka), weiter entlang der Wasserscheide in östliche Richtung nach Bučina verläuft. Dieses Gebiet, nordöstlich des Gipfels liegt im Mauther Forst.
Die Grenze wurde westlich des Markfleckls im Wittelsbachisch-Habsburgischen Grenzvertrag von 1764 und östlich davon im Grenzvertrag zwischen dem Hochstift Passau und der Donaumonarchie 1766 festgelegt und im Folgevertrag zwischen den Königreichen Bayern und Böhmen 1862 bestätigt.

### Grenzübergang Blaue Säulen / Modrý sloup

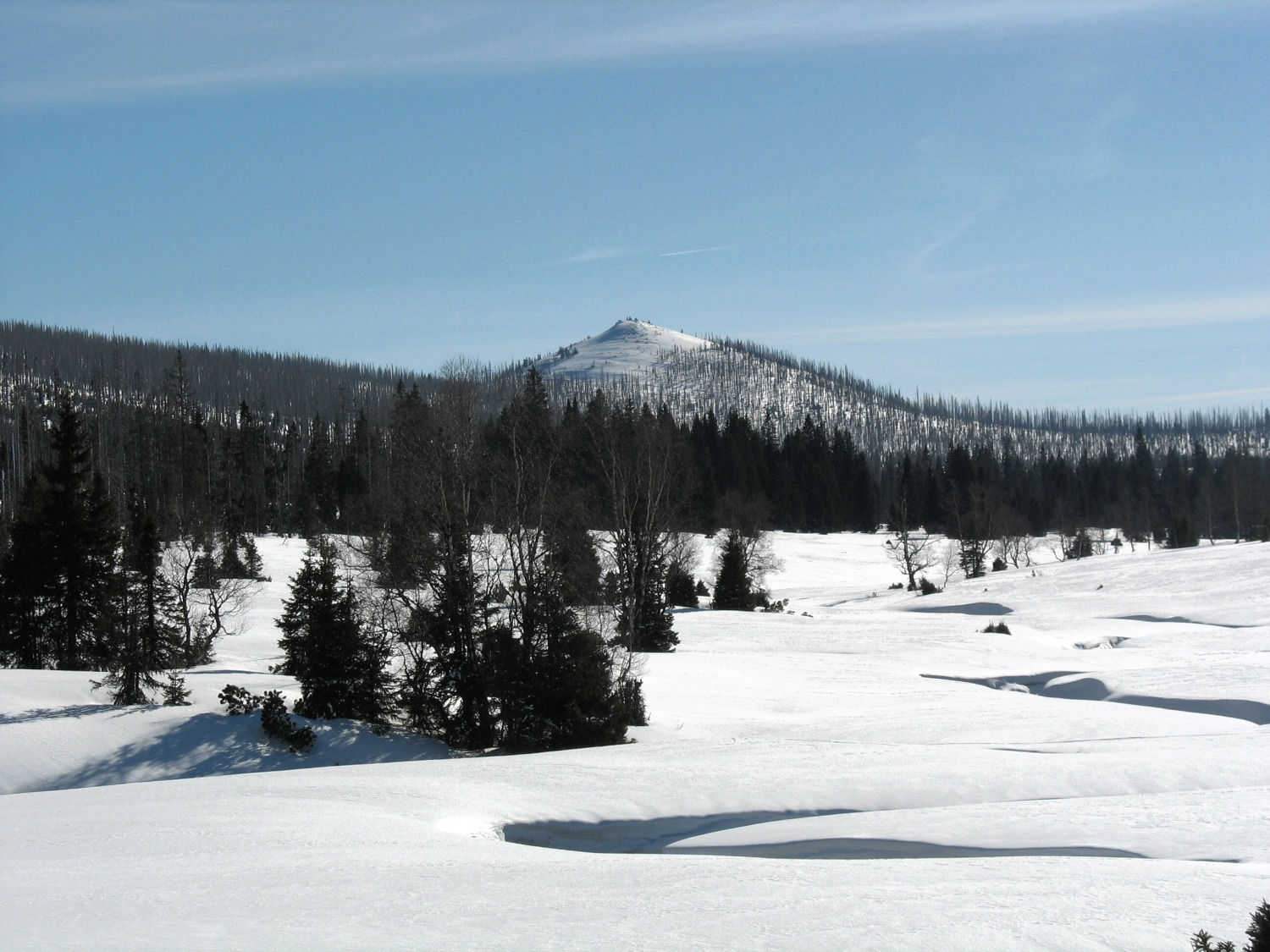
Blick von Březník auf Lusental und Lusen im Winter

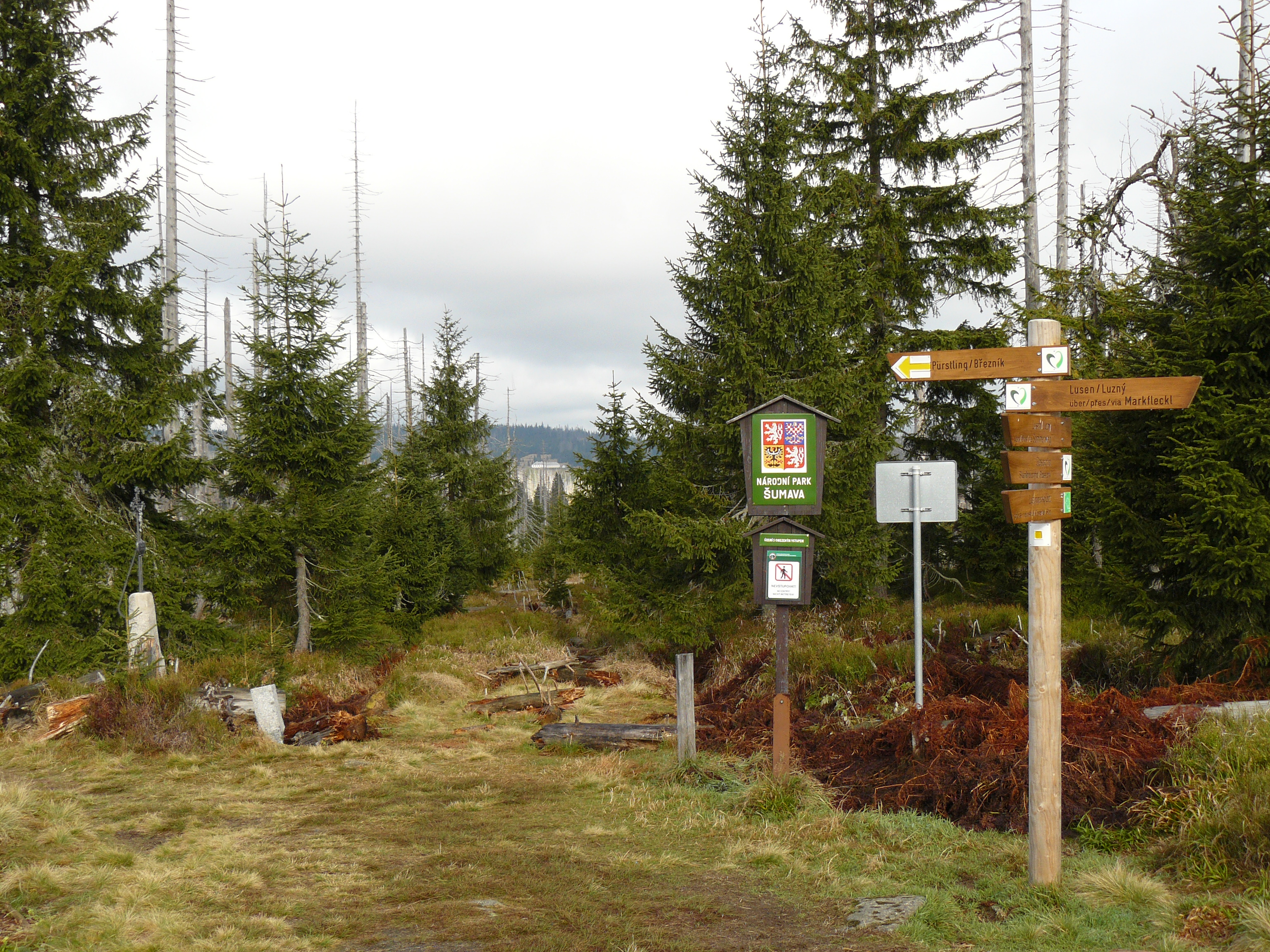
Grenzübergang Blaue Säulen / Modrý sloup, während der kurzzeitigen Öffnung 2009

Unterhalb des Gipfels befindet sich in westlicher Richtung der historische Böhmische Steig/Německá cesta (Deutscher Weg).
Dieser war ab dem 14. Jahrhundert Teil des alten Handelsweges Gulden Stras, einen bayerischen Konkurrenzweg zu den durch das Hochstift Passau verlaufenden Goldenen Steigen. Von Vilshofen kommend verlief er über Grafenau und St. Oswald nach Waldhäuser und Kašperské Hory. An dieser Stelle befand sich auch ein Hochgericht, die diesem Ort seinen alten Namen gab. Hier wurden Verbrecher nach den Handhab-Recht von einem aus vorbeifahrenden Säumern gebildeten Notgericht abgeurteilt und gegebenenfalls auch gehängt werden konnten. Nach einer Einigung zwischen Bayern und Passau wurde dieser Weg 1608 aufgegeben. Der heutige Name entstand, nachdem die Grenze mit dem namensgebenden Blauen Säulen markiert wurde.
Seit dem Fall des Eisernen Vorhangs bemühen sich die Nationalparkgemeinden beider Länder um eine Öffnung dieses Grenzübergangs an den blauen Säulen. Dieser ist seit dem Ende des Zweiten Weltkriegs geschlossen. Einzige Ausnahme bildete ein Tag im September 2005 und mehrere Wochenenden im Sommer 2006. 
Nachdem im darauffolgenden Jahr Tschechien am 1. Dezember 2007 dem Schengener Abkommen beitrat, ist der Grenzübertritt zwar zulässig. Es gilt jedoch im dort gelegenen Kerngebiet des Nationalparks Šumava weiterhin ein Betretungsverbot, welches auch aufgrund negativer Gutachten über die Auswirkungen auf die Natur im Nationalpark durch das tschechische Umweltministerium aufrechterhalten wurde, so dass grenzüberschreitendes Wandern in das Lusental und nach Březník nicht möglich ist. Im September 2008 einigten sich die Umweltministerien Bayerns und Tschechiens auf einen Kompromissvorschlag, welcher eine zeitlich begrenzte Öffnung des Wanderweges, sowie eine deutlich verlängerte Führung um das Auerhahngebiet herum vorsah. Als Ausgleich wurde ein Teil des Grenzsteiges für zwei Jahre geschlossen. Im Juli 2009 wurde der neue Grenzübergang am kleinen Spitzberg für Wanderer geöffnet, jedoch nach der Saison 2011 wieder geschlossen, nachdem sich zeigte, dass diese Wegführung schädlicher als der direkte Weg war. 
Die Bemühungen um eine Öffnung gingen weiter und nachdem ein Auerhahn-Monitoring 2024 ein deutliches Anwachsen der Population zeigte, bemühten sich beide Nationalparke weiter um diese Verbindung. Im Jahr 2025 wurde durch die Pilsener Bezirksregierung eine Öffnung vom 15. Juli bis 15. November eines Jahres und mit maximal 50 Personen pro Tag genehmigt. Diese wurde jedoch beklagt. Das tschechische Umweltministerium entschied Ende Juli 2025, dass für diesen Weg keine Umweltverträglichkeitsprüfung notwendig ist, worauf die Verwaltung des Nationalparks Šumava erklärte, dass damit eine Öffnung in diesem Jahr möglich sein könnte.

## Blockmeer
Das Blockmeer ist vom Bayerischen Landesamt für Umwelt (LfU) als geowissenschaftlich besonders wertvolles Geotop (Geotop-Nummer: 272R016) ausgewiesen. Es wurde auch vom LfU mit dem offiziellen Gütesiegel Bayerns schönste Geotope ausgezeichnet.
Dieses Blockmeer am Grenzkamm zwischen Bayern und Böhmen ist maßgeblich durch Frostverwitterung im Eiszeitalter entstanden. Durch den Bewuchs mit Gewöhnlicher Landkartenflechte leuchtet es von weitem schon zitronengelb.

## Wanderungen auf den Lusen

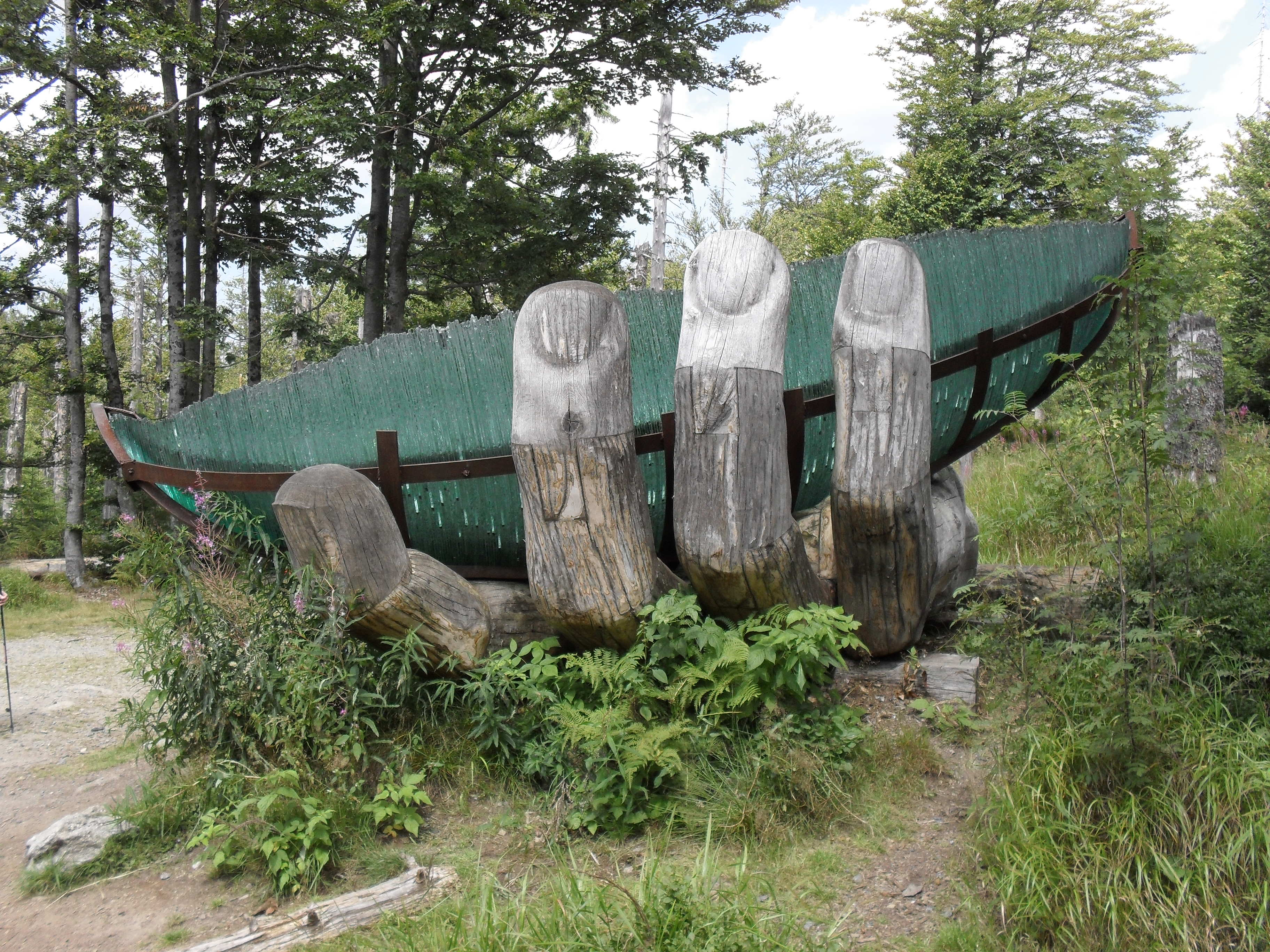
„GlasArche“ – das Glasgefäß von deutschen Glasmachern gemacht, die Hand von tschechischen Holzkünstlern geschnitzt

Auf und über den Lusen führen verschiedene Wanderwege. Die wohl kürzeste Tour beginnt etwas oberhalb von Waldhäuser am Forsthaus Waldhausreibe (1100 m ü. M.). Der hier vorhandene Parkplatz ist im Sommer nur eingeschränkt anfahrbar und im Sommer tagsüber mit den im Nationalpark verkehrenden Igelbussen erreichbar. Von dort aus verkehren zwei Wanderwege, der sogenannte Sommerweg und der sogenannte Winterweg zum Gipfel. An der Waldhausreibe sind beide mit einem Zeitbedarf von 1 h 15 min ausgeschildert. Der Sommerweg führt westlich über das Kunstwerk Glasarche, von wo aus der Böhmweg Richtung Tschechien zu den Blauen Säulen abzweigt, und die Himmelsleiter zum Gipfel. Der Winterweg führt östlich über das Lusenschutzhaus zum Gipfel.
Darüber hinaus verläuft von der Fredenbrücke (850 m ü. M.), unterhalb von Waldhäuser, die ebenfalls mit Igelbussen zu erreichen ist,  über Martinsklause, Teufelsloch und die Glasarche, wo der Weg in den Sommerweg mündet, ein Wanderweg, auf dem man in etwa zwei Stunden den Gipfel erreicht.
Von Finsterau aus ist der Lusen ebenfalls in etwa zwei Stunden zu erreichen. Ausgangspunkt sind die Parkplätze Schustersäge oder Oberes Reschbachtal, von der Bushaltestelle (Igelbus) am Freilichtmuseum Finsterau geht man etwa 15 min länger. Der so genannte Lusensteig führt von dort – zunächst stets am Kleinen Schwarzbach entlang – zum Gipfel des Lusen.
Noch länger dauert der Aufstieg von Parkplätzen am Reschwasser (750 m) bei Mauth. Von hier aus geht man über Steinbachklause, Tummelplatz und schließlich direkt unterhalb des Lusenschutzhauses über den Winterweg in gut drei Stunden zum Lusen.
Mit dem Europäischer Fernwanderweg E6 und dem Goldsteig verlaufen zwei Fernwanderwege über den Gipfel entlang des Bayerwald-Kamms. Auf diesen ist in etwa vier bis fünf Stunden der Großen Rachel erreichbar.

## Borkenkäfer im Lusengebiet

Blick vom Gipfel des Lusen auf den „Sommerweg“ im (Süd-)Westen
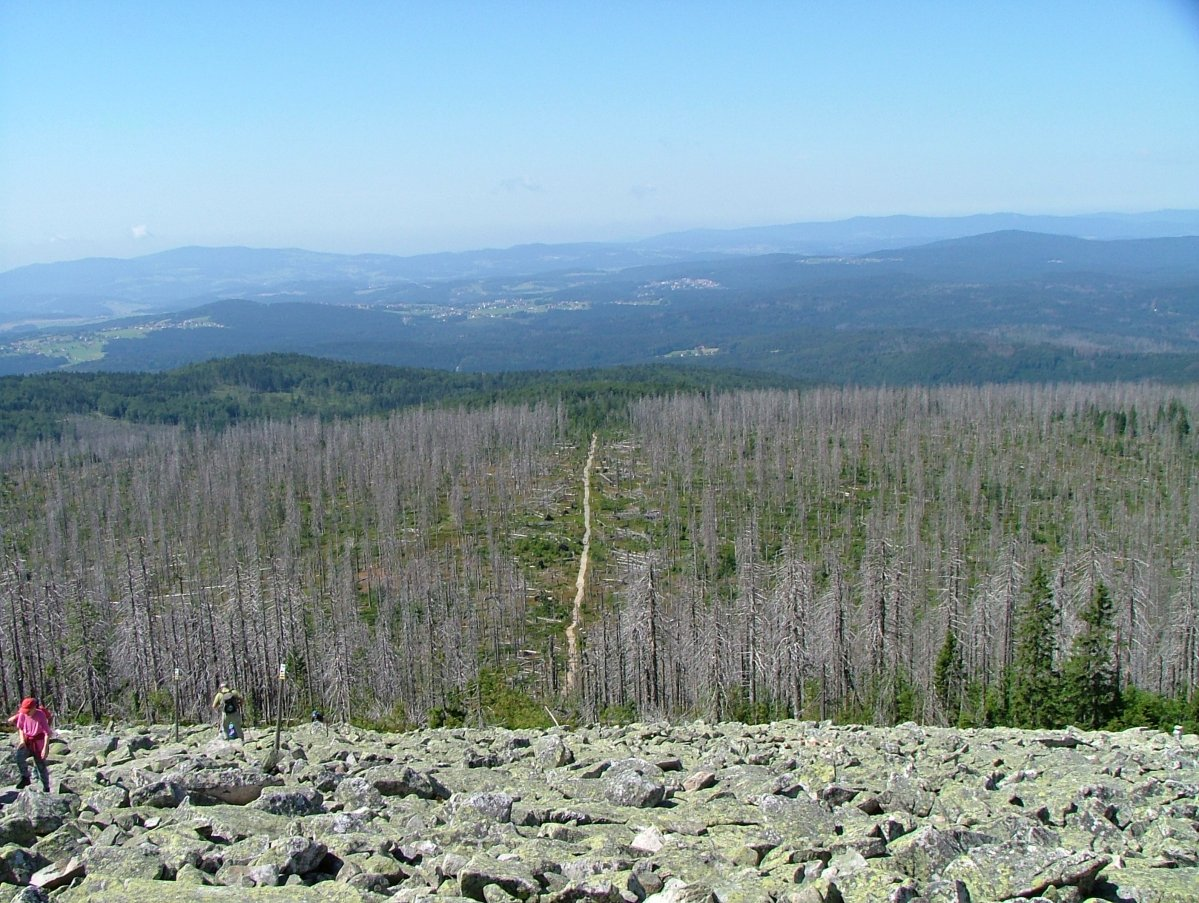
2004
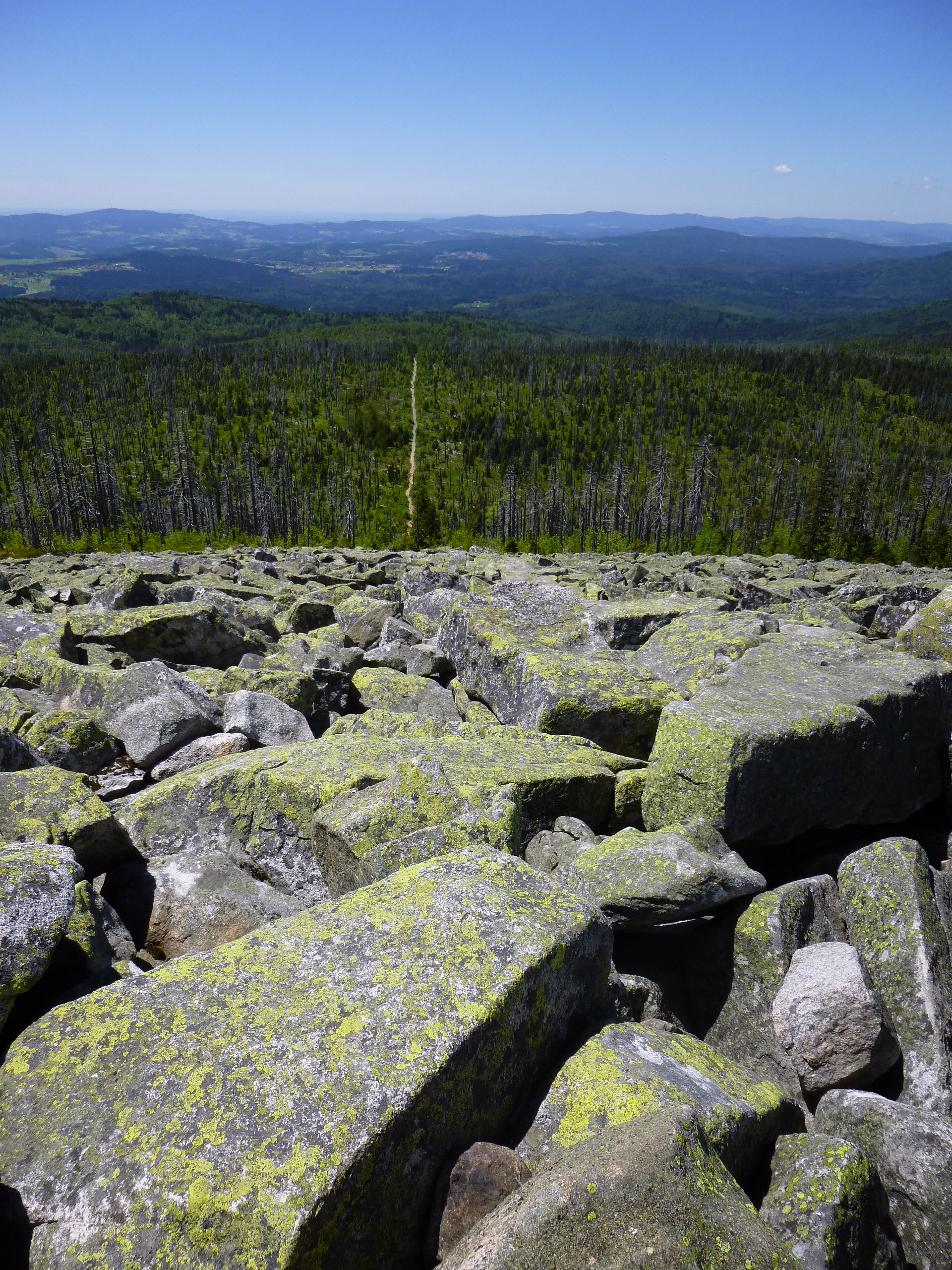
2014

Bis Mitte der 1990er Jahre verlief beinahe der gesamte Anstieg auf den Lusen (bis kurz vor das Blockmeer) im schattigen Misch- bzw. Nadelwald.
Ab 1995 fielen aufgrund der ungewöhnlich warmen Witterung jedoch weite Teile des alten Bergfichtenwaldes dem Borkenkäfer zum Opfer. Im Lusengebiet und nördlich davon traten auf rund 4000 Hektar die Schäden fast geschlossen auf. Dem Grundsatz des Nationalparkgedankens folgend wurden keine Abwehrmaßnahmen ergriffen. Dem Betrachter bot sich vom Lusengipfel aus daher ein Bild, in dem die abgestorbenen Nadelbäume dominierten. Die Nationalparkverwaltung hat sich entschieden, kein Totholz aus dem betroffenen Gebiet zu entfernen. Sie vertritt die Philosophie „Natur Natur sein lassen“. Es sterbe nicht der Wald, sondern nur seine alten Individuen. Im Schutze der toten Bäume wuchs ein neuer Wald zu einem europaweit einzigartigen „wilden Wald“ nach. Der nun allmählich entstehende, natürliche und baumartenreiche Wald dürfte den üblichen monotonen Nutzholzforsten ökologisch weit überlegen sein.
Der Erlebnisweg „Hochwaldsteig“ am Sommerweg gibt Einblicke in diese natürliche Waldentwicklung.
Auch bei weiteren Schadereignissen wie dem Orkan Kyrill 2007 blieb man dieser Strategie treu, da sich über die Jahre zeigte, dass die Annahmen über den nachwachsenden Wald als richtig erwiesen und ein neuer Wald rund um den Lusengipfel nachgewachsen ist.

## Naturschutzgebiet
Das Naturschutzgebiet Lusengipfel mit Hochwald wurde durch Bekanntmachung des Staatsministeriums des Innern vom 15. April 1969, Bayer. G.V.-Blatt Nr. 7/1969 errichtet. Es war 419,17 Hektar groß und erstreckte sich nordwestlich bis zum Großen Spitzberg. Heute gehört es zum Nationalpark Bayerischer Wald.